# Nihon L7P
Nihon L7P — проєкт військово-транспортного літака-амфібії Імперського флоту Японії періоду Другої світової війни.

## Історія створення
У 1938 році командування ВПС Імперського флоту Японії сформулювало специфікацію 13-Сі на розробку транспортного та пасажирського літаючого човна. 
Колектив конструкторів фірми «Nihon Hikoki Kabushiki Kaisha (Nippi)» під керівництвом Асахі Цунасіма спроєктував літак, використавши корпуси американських літаючих човнів Fairchild XA-942В, які були закуплені Японією у 1936 році та використовувались морською авіацією під назвою LXF-1.
Спочатку проєкт, який отримав назву «Експериментальний малий транспортний гідролітак 13-Сі» (або L7P1), передбачав суцільнометалевий фюзеляж, але надалі від нього відмовились, розпочавши виготовлення фюзеляжу з металу, а крила — з дерева. Також японці змінили розташування крила, розмістивши його над фюзеляжем. Літак був оснащений двигунами  Nakajima Kotobuki 41 потужністю по 680 к.с.
Через завантаженість фірми роботою з проєктування навчального гідролітака Nippi K8Ni робота над L7P просувалась повільно. Перший прототип був готовий у лютому 1942 року. Випробування, які пройшли у 1-му Авіаційному морському арсеналі в Камісагурі, пройшли дуже невдало, показавши безперспективність такої схеми літака. З іншого боку, військові відмовились від прийняття L7P на озброєння, оскільки змінились вимоги до літаків цього типу.
Другий прототип залишився недобудованим і був розібраний на метал.

## Тактико-технічні характеристики

### Технічні характеристики
- Екіпаж: 3 чоловіка
- Пасажири: 8 чоловік
- Довжина:  14,00 м
- Висота: 4,70 м
- Розмах крил: 19,60 м
- Площа крил: 50,10 м ²
- Маса пустого: 3 705 кг
- Маса спорядженого: 5 899 кг
- Двигуни:  2 х  Nakajima Kotobuki 41
- Потужність: 2 х 680 к. с.

### Льотні характеристики
- Максимальна швидкість: 332 км/г
- Крейсерська швидкість: 278 км/г
- Дальність польоту: 1 600 км
- Практична стеля: 7 100 м